# Nøcken
|  | Denne artikel er oprettet af botten Steenthbot ud fra en ekstern database. Den kan derfor have sproglige fejl eller mangler. Denne skabelon kan fjernes efter kontrol af indholdet. |

Nøcken er en dansk kortfilm fra 2018 instrueret af Nicolai G.H. Johansen.

## Handling
I middelalderen dominerer kirken samfundet, men i skoven lurer mørke kræfter. Karl og Dagmar lever udadtil et normalt liv, men indenfor hjemmets vægge har deres ufrivillige barnløshed revet dem fra hinanden. Mens Dagmar finder trøst i kristendommen, har Karl indledt en affære med den mange år yngre købmandsdatter Elena. Da Dagmar bliver ramt af Nøckens forbandelse, må Karl dog træde i karakter for at redde sin kone.

## Medvirkende
- Henrik Vestergaard, Karl
- Maria Erwolter, Dagmar
- Emilie Cladius Kruse, Elena
- Lars Thiesgaard, Eggert
- Hans Christian Schrøder, Nøcken
- Kasper Buus, Den maskerede mand
- Laura Kjær, Pigen fra Aasum